# Horsfieldia
Horsfieldia es un género de árboles originarias del sudoeste de Asia. Comprende 157 especies descritas y de estas, solo 19 aceptadas.
El nombre también es sinónimo de otros géneros en las familias Araliaceae y Gesneriaceae.

## Descripción
El género consiste en árboles con hojas perennes. Las hojas son dísticas y coriáceas, a menudo glabras. Las venas terciarias en las hojas son reticulares y, a menudo oscuras. Las flores están en racimos con brácteas caducas y no bractioles. Las flores son generalmente pediceladas con lóbulos y las anteras peludas. Los ovarios son ovoides y el estilo está ausente.

## Distribución
El género se compone de alrededor de 100 especies y se distribuye en el sur de Asia desde la India hasta Filipinas, Papúa Nueva Guinea.

## Taxonomía
El género fue descrito por   Carl Ludwig Willdenow y publicado en Species Plantarum. Editio quarta 4(2): 872. 1806. La especie tipo es: Horsfieldia odorata Willd.

## Lista de especies
- H. ampla Markgr.
- H. ampliformis W.J.de Wilde
- H. amplomontana W.J.de Wilde
- H. amygdalina (Wall.) Warb.
- H. androphora W.J.de Wilde
- H. ardisiifolia (A.DC.) Warb.
- H. atjehensis W.J.de Wilde
- H. australiana S.T.Blake
- H. borneensis W.J.de Wilde
- H. brachiata Warb.
- H. carnosa Warb.
- H. clavata W.J.de Wilde
- H. coriacea W.J.de Wilde
- H. crassifolia (Hook.f. & Thomson) Warb.
- H. crux-melitensis Markgr.
- H. decalvata W.J.de Wilde
- H. discolor W.J.de Wilde
- H. disticha W.J.de Wilde
- H.  elongata W.J.de Wilde
- H. endertii W.J.de Wilde
- H. flocculosa (King) Warb.
- H. fragillima Airy Shaw
- H. fulva (King) Warb.
- H. gigantifolia Elmer
- H. glabra (Reinw. ex Blume) Warb.
- H. gracilis W.J.de Wilde
- H. grandis Warb.
- H. hellwigii Warb.
- H. hirtiflora W.J.de Wilde
- H. iriana W.J.de Wilde
- H. irya Warb.
- H. iryaghedhi (Gaertn.) Warb.
- H. kingii (Hook.f.) Warb.
- H. lancifolia W.J.de Wilde
- H. leptantha W.J.de Wilde
- H. longiflora W.J.de Wilde
- H. macilenta W.J.de Wilde
- H. macrobotrys Merr.
- H. macrothyrsa (Miq.) Warb.
- H. montana Airy Shaw
- H. motleyi Warb.
- H. nervosa W.J.de Wilde
- H. oblongata Merr.
- H. obscura W.J.de Wilde
- H. obscurineria Merr.
- H. obtusa W.J.de Wilde
- H. odorata Willd.
- H. olens W.J.de Wilde
- H. oligocarpa Warb.
- H. pachyrachis W.J.de Wilde
- H. pallidicaula W.J.de Wilde
- H. palauensis Kaneh.
- H. pandurifolia Hu
- H. parviflora (Roxb.) J.Sinclair
- H. perangusta W.J.de Wilde
- H. polyspherula (Hook.f.) J.Sinclair
- H. pulcherrima W.J.de Wilde
- H. punctata W.J.de Wilde
- H. punctatifolia J.Sinclair
- H. reticulata Warb.
- H. rufo-lanata Airy Shaw
- H. sabulosa J.Sinclair
- H. samarensis W.J.de Wilde
- H. sepikensis Markgr.
- H. sessilifolia W.J.de Wilde
- H. sparsa W.J.de Wilde
- H. spicata (Roxb.) J.Sinclair
- H. splendida W.J.de Wilde
- H. squamulosa W.J.de Wilde
- H. sterilis W.J.de Wilde
- H. subalpina (Roxb.) J.Sinclair
- H. subglobosa Warb.
- H. sucosa Warb.
- H. superba (Hook.f. & Thomson) Warb.
- H. sylvestris (Houtt.) Warb.
- H. talaudensis W.J.de Wilde
- H. tenuifolia (J.Sinclair) W.J.de Wilde
- H. tomentosa Warb.
- H. triandra W.J.de Wilde
- H. tristis W.J.de Wilde
- H. urceolata W.J.de Wilde
- H. valida (Miq.) Warb.
- H. wallichii (Hook.f. & Thomson) Warb.
- H. warburgiana Elmer
- H. whitmorei J.Sinclair
- H. xanthina Airy Shaw

Fuentes: